# 獵兵

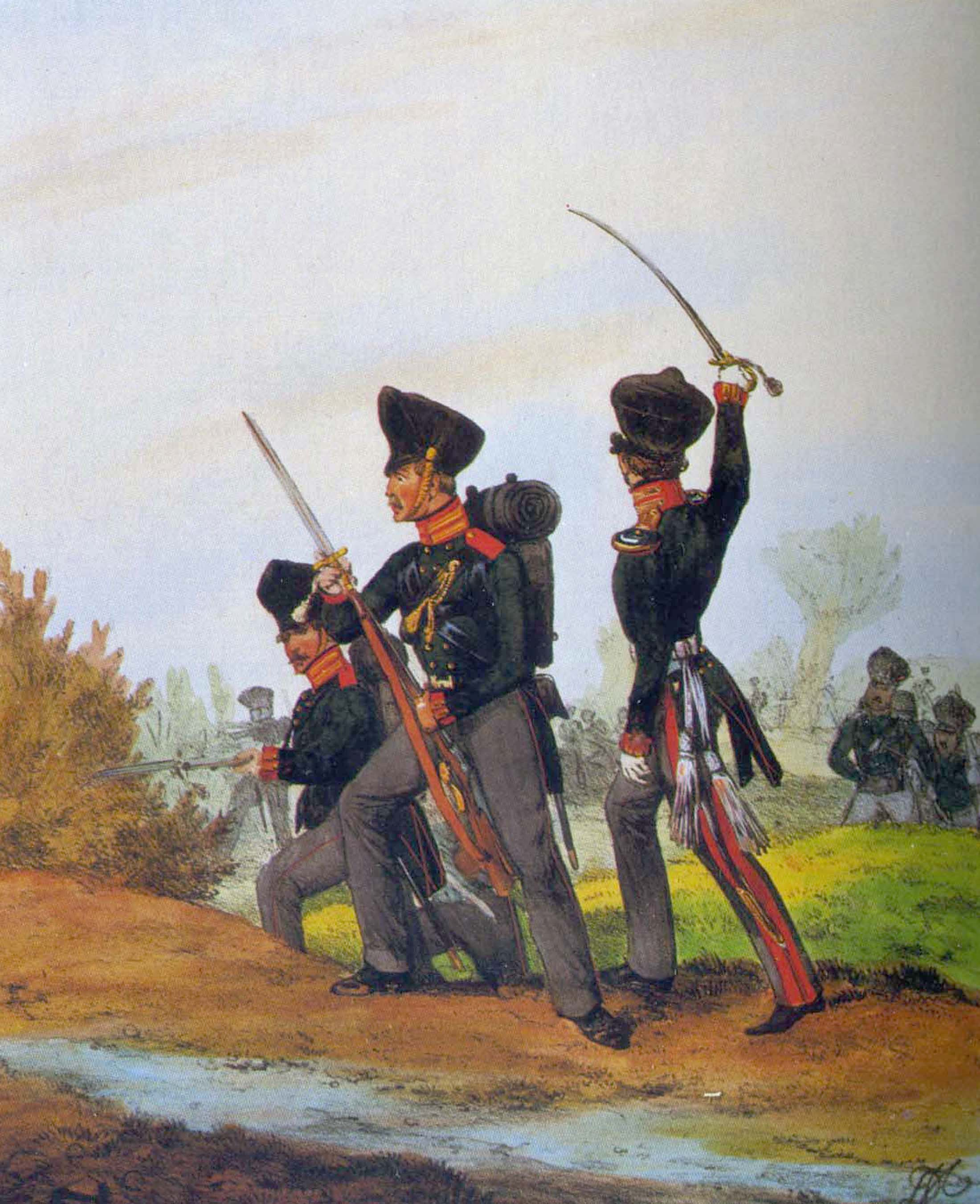
獵兵

獵兵（德語：Jäger，發音：[ˈjɛːɡɐ] ⓘ）為一種近代兵種之名稱。Jäger及Chasseurs等詞語都是獵人之意，故於兵種分類之中譯為獵兵。

## 起源
獵兵起源於約17世紀初在瑞典創建的「騎馬獵兵中隊」。該部隊是將平日即習慣使用槍械的森林勞動者和獵場管理人聚集起來而成立的，其他歐洲各國後來所創立的獵兵部隊亦如此產生。獵兵不同於一般重裝步兵，主要進行散兵戰和狙擊戰，被視為一種精銳部隊。而到了19世紀後半，隨著重裝步兵陣列的消失，獵兵編制也自然消失了。其名稱則作為空降部隊等輕步兵部隊的稱呼而保留下來。

## 德國獵兵
1744年，普魯士國王腓特烈大帝受到在七年戰爭時作為狙擊兵而活躍的奧地利克羅埃西亞邊境部隊（Grenzers）的感動，而在普魯士創建獵兵部隊。獵兵在德文中寫作「Jäger」。和當時使用滑膛槍的重裝步兵不同，普魯士獵兵主要使用操作較困難的線膛槍，因而不以整列的齊射戰術，而是以重視個別判斷的分散行動來支援重裝步兵作為主要任務。
時至今日，現在的德國聯邦國防軍依照普魯士時代成型的德意志陸軍傳統，把空降部隊及山地部隊等輕步兵稱為「空降獵兵」和「山地獵兵」，軍中的憲兵部隊則稱作「野戰獵兵」。
例：德軍特戰師第31空中機動旅第311空降獵兵營（Fallschirmjägerbataillone 311）、第23山岳獵兵旅（Gebirgsjägerbrigade 23）

## 法國獵兵
獵兵在法文中稱為「Chasseurs à pied」，詞語後半有著徒步之義。任務和普魯士獵兵相同。
現代的法國也和德國一樣保留了獵兵部隊的名稱。山岳部隊稱為阿爾卑斯獵兵（Chasseurs alpins，英文為Alpine Hunters or Alpine Chasers），空降部隊則稱為傘降獵兵（chasseurs parachutistes）。
例：法國陸軍第27山岳旅所屬之第13阿爾卑斯獵兵營（13e bataillon de chasseurs alpins）、法國陸軍第11傘兵旅所屬之第1傘降獵兵團、為戰車部隊的第1、第2獵兵團（1er-2e régiment de chasseurs）
Chasseur Cap為Kepi的別稱，這種帽子有著平坦且圓的帽頂以及明顯的帽舌。